# Dieter Herzog
Dieter Herzog (ur. 15 lipca 1946 w Oberhausen) – niemiecki piłkarz, lewoskrzydłowy. Mistrz świata z roku 1974.
W Bundeslidze 250 spotkań (46 goli). Najpierw bronił barw Fortuny Düsseldorf (1970–1976), a następnie Bayeru 04 Leverkusen (1976–1983). W reprezentacji Niemiec debiutował 23 lutego 1974 w meczu z Hiszpanią. W kadrze grał tylko w tym roku, rozegrał 5 spotkań. Dwa z nich miały miejsce na MŚ 74 i dzięki temu może się szczycić tytułem mistrzem świata.